# Будневич, Иосиф Львович
Иосиф Львович Будневич (24 января 1927, Ленинград — 11 марта 2007, Алма-Ата) — фотограф, фотохудожник, заслуженный работник культуры Казахской ССР (1982), лауреат ордена «Курмет» (1997).

## Биография
Родился 24 января 1927 года в Ленинграде. Учился в Ленинградском институте киноинженеров.
С 1947 года начал трудовую деятельность в качестве фотокорреспондента газеты «Ленинская смена».
С 1949 по 1958 год был фотокорреспондентом в Казахстанском телеграфном агентстве (КазТАГ), а с 1958 по 1976 год — в Совинформбюро, Агентстве печати «Новости» (АПН) и фотокорреспондентом по республикам Средней Азии и Казахстану.
Позднее длительное время работал в КазТАГе, а в 1992 году приглашён на должность личного фотографа президента Республики Казахстан Нурсултана Назарбаева.
Скончался 11 марта 2007 года в Алма-Ате.

### Семья
Жена Роза Ивановна, дочь Лариса (1951 г.р.), журналист. Зять — кинооператор Галым Кенжеболатович Шалабаев.

## Творчество
Среди работ мастера — фотографии первой борозды на целине, первого урожая, первого ордена Ленина Казахстану, приземления советских космонавтов, пуск первой домны Темиртау, строительства канала Иртыш — Караганда, уничтожения ядерных ракет, закрытия ядерного полигона, высших спортивных достижений казахстанских спортсменов и многие другие. Фотографу довелось снимать Д. А. Кунаева, Ж. Шаяхметова, Н. С. Хрущёва, Л. И. Брежнева. Художник выпустил несколько фотоальбомов, являлся лауреатом многих международных и республиканских фотовыставок. Удостоен золотой статуэтки «Алтын Самрук» за вклад в развитие казахстанской журналистики (2002).